# Thelma Stefani
Pour les articles homonymes, voir Stefani.
Thelma Stefani, née Thelma Nelida Stefani Zabiotti à Villa Luro (Buenos Aires) le 25 octobre 1948, morte à Buenos Aires le 30 avril 1986,,, est une actrice, danseuse et meneuse de revue argentine.

## Biographie
Thelma nait dans le barrio de Villa Luro, comme la fille cadette d'un couple d'italiens. Toute petite, elle envisage déjà la carrière d'actrice. Poussée par sa mère, elle entre au Théâtre Colón pour y apprendre la danse. Elle y persévère pendant 7 ans, mais abandonne lors de ses 20 ans.

### Cinéma
Elle fait ses débuts sur le grand écran comme protagoniste dans Natasha (es), en 1973, avec Enzo Viena, sous la direction d'Éber Lobato. Ce fut un flop, mais c'est alors que les critiques ont commencé à la comparer à Marilyn Monroe et à l'appeler « La Marilyn Monroe argentina ». C'est par ce biais qu'elle devient meneuse de revue au Teatro Maipo. Elle reçoit la consécration de « mejor actriz revelación del año ». La même année, elle joue dans Clínica con música (es) de Francisco Guerrero, dans le rôle d'une sexologue.
En 1978 elle joue des rôles de protagoniste dans trois films : Con mi mujer no puedo (es), Yo también tengo fiaca! (es) et Comedia rota (es).
En 1980 elle participe à la comédie culte argentine ¡Qué linda es mi familia! (es). L'année suivante elle joue dans El bromista (es), avec Santiago Bal, Alicia Bruzzo, Beba Bidart et Érika Wallner.
Son dernier film sera Correccional de mujeres, en 1986, avec Julio de Grazia, Edda Bustamante, Érika Wallner, où elle incarne une prisonnière nommée Dolores, qui subit la violence des autres femmes en prison.

### Vie privée
Elle s'est mariée à Fabio Zerpa, à l'acteur Ricardo Bauleo en 1976 et à Ricardo Morán en 1981. Elle a été en couple avec Rafael Cohen et avec Julio Falcioni, joueur de foot du Club Atlético Vélez Sársfield. Elle a eu une liaison avec le boxeur Carlos Monzón et avec le futur président Carlos Menem, avec lequel elle a rompu un an avant sa mort, lui demandant de choisir entre elle et Zulema Yoma.

### Suicide
Thelma Stefani avait une personnalité fragile, et combinait les antidépresseurs, les somnifères et l'ésotérisme (tarot, umbandisme...).
Le 30 avril 1986, elle appelle un ami à une heure du matin. Celui-ci sonne chez elle, au 21ème étage, à Aguilar y Cabildo, du barrio de Colegiales, et entend ses derniers mots «Ya bajo». Elle se jette alors du balcon. Elle laisse une lettre disant : « Je suis fatiguée, je ne veux plus vivre ». Elle avait 37 ans.

## Filmographie
- 1972 : Olga, la hija de aquella princesa rusa (es)
- 1974 : Natasha (es) : Natasha
- 1974 : Clínica con música (es) : sexologue
- 1976 : Don Carmelo il capo (es) : Lily
- 1976 : El profesor erótico (es)
- 1977 : La aventura explosiva (es) : Victoria
- 1978 : Con mi mujer no puedo (es)
- 1978 : Yo también tengo fiaca (es)
- 1978 : Comedia rota (es)
- 1979 : No apto para menores (es)
- 1979 : Millonarios a la fuerza (es) : Patricia
- 1980 : ¡Qué linda es mi familia! (es)
- 1981 : El bromista (es)
- 1985 : El telo y la tele (es) : sénatrice
- 1986 : Correccional de mujeres : Dolores

## Télévision
- 1981 : Herencia de amor (es) série télévisée : Leticia
- 1982 : Los cien días de Ana (es) série télévisée : Dora
- 1983 : Cara a cara (es) série télévisée : Marcia

## Théâtre
- 1974 : Esta si te va a gustar, avec Osvaldo Pacheco et Javier Portales.
- 1976 : El Maipo de gala, avec Tristán, Osvaldo Pacheco et Pedro Sombra
- 1984 : La revista del paro general, avec Tristán, Luisa Albinoni et José Marrone.